# Deinopa phaleniforma
Deinopa phaleniforma is een vlinder uit de familie van de spinneruilen (Erebidae). De wetenschappelijke naam van de soort is voor het eerst geldig gepubliceerd in 1912 door Paul Dognin.